# Mazama vermell petit
El mazama vermell petit (Mazama bororo) és una espècie d'artiodàctil de la família dels cèrvids. És endèmic del Brasil. El seu hàbitat natural són els boscos de terres baixes humits tropicals o subtropicals i es troba amenaçat per la pèrdua d'hàbitat.